# Gedeutereerd ethanol
Gedeutereerd ethanol (ook aangeduid als ethanol-d6) is een gedeutereerd oplosmiddel met als brutoformule C2D6O. Het is een isotopoloog van ethanol en wordt eerder uitzonderlijk gebruikt als oplosmiddel in de NMR-spectroscopie. De stof komt bij kamertemperatuur voor als een kleurloze ontvlambare vloeistof.